# Olga Pleškovová
Olga Pavlovna Pleškovová (rusky Ольга Павловна Плешкова; * 9. května 1956 Kirov, Ruská SFSR) je bývalá sovětská rychlobruslařka.
Na mezinárodní scéně se poprvé představila v roce 1980, kdy se zúčastnila Zimních olympijských her 1980 (3000 m – 9. místo). O rok později debutovala na Mistrovství Evropy (9. místo) a na světovém vícebojařském šampionátu (6. místo). Startovala také na ZOH 1984 (3000 m – 4. místo), v téže sezóně dosáhla šesté příčky na MS ve víceboji a rovněž i svého největšího úspěchu v podobě bronzové medaile z Mistrovství Evropy. V roce 1985 byla pátá jak MS ve víceboji, tak na kontinentálním šampionátu. Pátou příčku si zopakovala také na ME 1986. V sezóně 1985/1986 se zúčastnila dvou závodů ve Světovém poháru. Poslední starty absolvovala v roce 1987.